# Isotonische Kochsalzlösung

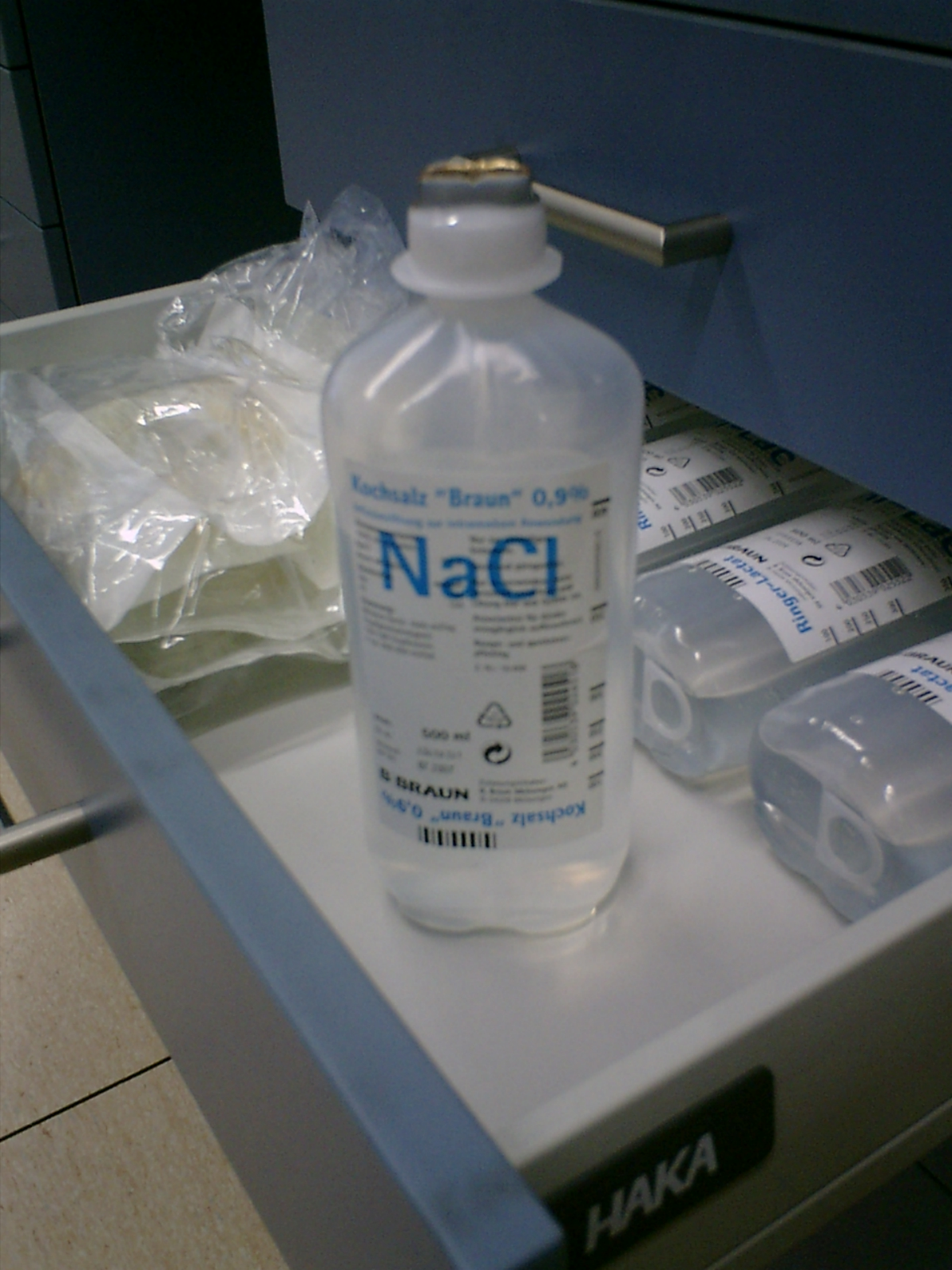
Eine 500-ml-Infusionsflasche Kochsalzlösung

Die isotonische Kochsalzlösung, auch isotone Kochsalzlösung, ist eine zum Blutplasma isoosmotische Lösung aus Kochsalz (Natriumchlorid) in injektionsgeeignetem Wasser. Sie enthält 9 g Kochsalz pro Liter (9 g/l) und weist eine  Osmolarität von 308 mOsm/l auf. Die isotonische Kochsalzlösung ist preisgünstig und die weltweit am häufigsten verwendete Infusionslösung.

## Zusammensetzung
Der Begriff „physiologische Kochsalzlösung“ sollte nicht verwendet werden, da zwar die Osmolarität physiologisch ist, nicht jedoch die Konzentration an Natrium- und Chloridionen. Beide Ionen sind mit je 154 mmol/l deutlich höher konzentriert als im menschlichen Serum (Serumnatrium: 135–145 mmol/l; Serumchlorid: 98–109 mmol/l). Dieses Ungleichgewicht ist notwendig, da die osmotische Wirkung der im menschlichen Blut enthaltenen weiteren Bestandteile (wie andere Elektrolyte, andere Bestandteile wie Proteine) berücksichtigt werden muss.
Als Lösung für die medizinische Anwendung steht die sterile und pyrogenfreie isotonische Kochsalzlösung in Behältnissen (Ampullen aus Kunststoff oder Glas, Flaschen sowie Kunststoffbeutel) von 2 ml bis 30 l (Tiermedizin) zur Verfügung.
Weiterentwicklungen der isotonischen Kochsalzlösung mit verschiedenen Salzen sind die Balanced Salt Solutions.

## Anwendung
Isotonische Kochsalzlösung wird als Trägerlösung für Medikamente benutzt, um venöse Zugänge bei Patienten offen zu halten, sowie zum Spülen von Kathetern, Wunden, Nase oder Augen. Zudem wird die Kochsalzlösung in der Medizin auch zur Therapie bei Dehydratation eingesetzt.
Bei Infusion dieser Elektrolyt-Lösung kommt es aufgrund der Osmolarität zu keinen wesentlichen Flüssigkeitsverschiebungen zwischen Intra- und Extrazellularraum. Die Überladung des Körpers mit Natrium- und Chlorid-Ionen führt zu einer Hemmung des Renin-Angiotensin-Aldosteron-Systems und zu einer Stimulation des ANPs. Das Fehlen der anderen Elektrolyte des Blutplasmas, insbesondere Hydrogencarbonat, kann zu einer Verdünnungs-Azidose führen. Es gibt aus diesen Gründen nur wenige Indikationen, isotonische Kochsalzlösungen zur Flüssigkeitstherapie einzusetzen, da mit Vollelektrolytlösungen bessere Alternativen zur Verfügung stehen.
Isotone Kochsalzlösung kann auch zur Inhalation eingesetzt werden. Dazu wird die Lösung beispielsweise mittels Düsenverneblern in ein Aerosol zum Inhalieren überführt.